# Alexeï Koudrine
Alexeï Leonidovitch Koudrine (en russe : Алексей Леонидович Кудрин), né le 12 octobre 1960 à Dobele en RSS de Lettonie (actuelle Lettonie), est un homme politique russe.
Il a le grade civil de conseiller d'État effectif de la fédération de Russie de 1re classe.

## La formation et la carrière à Saint-Pétersbourg
Diplômé de l'Université d'État de Léningrad, il obtient son doctorat de l'Institut d'ingénierie économique de l'Académie des sciences de Russie. Après avoir été un temps chercheur à l'Institut aux questions économiques et sociales de Léningrad, il va travailler ensuite à Léningrad, redevenue en 1991 Saint-Pétersbourg, sous l'administration du maire Anatoli Sobtchak (qui était le doyen de l'Institut d'ingénierie économique). Il y est Premier adjoint au maire chargé du Comité de l'économie et des finances de 1993 à 1996. Il y fait la connaissance de Vladimir Poutine, lui aussi premier adjoint et président du Comité des Relations extérieures de la ville.

## L'ascension à Moscou
En 1996, il quitte Saint-Pétersbourg pour Moscou et le gouvernement fédéral. Comme Vladimir Poutine, il est alors nommé chef adjoint à l'administration de la présidence de la fédération (le cabinet présidentiel), et est notamment alors chargé au sein de cette administration du commerce et de la coopération économique et scientifique et technologique. En mars 1997, de nouveau parallèlement à Poutine, il entre dans le gouvernement fédéral comme premier vice-ministre des Finances sans discontinuer jusqu'en 2000, avec un passage comme premier vice-président de la compagnie Systèmes énergétiques unifiés (ЕЭС России) de janvier à juin 1999.

## Le chef de file des «libéraux pétersbourgeois»
Le 18 mai 2000, après l'élection à la président de la Russie de Vladimir Poutine, il devient ministre des Finances. Il représente alors au sein du gouvernement la tendance des « libéraux réformateurs », pour la plupart issus de l'administration pétersbourgeoise (et baptisés souvent les piterskiïé), avec notamment le ministre de l'Économie et du Commerce d'alors German Gref mais aussi d'autres figures de l'administration généralement fortement liés aux grandes compagnies financières ou industrielles (dont Dmitri Medvedev). Il milite ainsi pour réduire l'intervention de l'État dans l'économie et pour plus de dérèglementation économique. Il s'oppose ainsi à l'autre grand groupe de personnes sur lequel le président s'appuie pour en être lui-même issu, les siloviki (les « hommes de force ») ou encore les « guébistes » (en référence au KGB), qui réunissent d'anciens militaires, policiers ou membres des services secrets (à l'instar de l'ancien ministre de la Défense Sergueï Ivanov, ou l'ancien Premier ministre Mikhaïl Fradkov).
En août 2004, il prépare et fait voter, avec ses collègues de la Santé et du Développement social (Mikhaïl Zourabov) et de l'Économie et des Finances (German Gref), une réforme visant notamment la « monétarisation des avantages sociaux », à savoir le remplacement des avantages sociaux (en matière de retraites ou de transport notamment) en nature par des compensations financières. Celles-ci furent jugées insuffisantes par une partie des retraités qui manifestèrent massivement au début de l'année 2005.
Le 14 septembre 2007, après la démission de Mikhaïl Fradkov et son remplacement par Viktor Zoubkov (un piterskiïé qui fut l'adjoint de Koudrine au ministère des Finances en tant que premier vice-ministre des Finances chargé de la surveillance financière depuis 2001), Koudrine devient vice-Premier ministre et se place ainsi au même plan que Dmitri Medvedev ou Sergueï Ivanov. Toutefois, lors de ce remaniement, il se retrouve quelque peu isolé puisque ses deux anciens alliés, Zoubarov et Gref, ont tous deux perdu leur poste.
Le 26 septembre 2011, Koudrine démissionne de son poste de ministre des Finances après s'être opposé au président Dmitri Medvedev. Il est remplacé par intérim par Anton Silouanov, un de ses proches.
Il manifeste avec l'opposition à Moscou le 24 décembre 2011, contre les résultats des récentes élections et demande l'organisation de législatives anticipées.

## Proche du pouvoir poutinien
En décembre 2022 il quitte son poste à la tête de la cour des comptes de la fédération de Russie pour prendre la direction de Yandex au moment où on parle d'une séparation des activités domestiques russes d'avec les activités internationales.